# Seyoum Mesfin
Seyoum Mesfin (Tigrinya ሰዩም መሰፍን) (* 25. Januar 1949 in Adigrat, Region Tigray, Äthiopien; † 13. Januar 2021) war ein äthiopischer Politiker und von 1991 bis 2010 Außenminister.

## Biografie
Mesfin absolvierte nach der Schulausbildung am Bahar Dar Polytechnic Institut ein vierjähriges Studium an der Fakultät für Wissenschaften an der Universität Addis Abeba.
Später schloss er sich der 1975 gegründeten Volksbefreiungsfront von Tigray (TPLF) an und stieg zu einem der führenden Personen innerhalb dessen Exekutivorgan auf. Später wurde er außerdem Vorsitzender des Auswärtigen Komitees der Revolutionären Demokratischen Front der Äthiopischen Völker (EPRDF) und gehörte in dieser Funktion den Exekutivvorständen von TPLF und EPRDF an.
Nach dem mit der Unterstützung der Eriterischen Volksbefreiungsfront (EPLF) des damals zu Äthiopien gehörenden Eritrea gelungenen Sturz des Regimes von Mengistu Haile Mariam im Mai 1991 wurde er zum Außenminister in der Regierung von Meles Zenawi und übte dieses Amt bis 2010 aus.
Am 28. Dezember 2004 hielt er vor der Generalversammlung der Vereinten Nationen in New York eine Rede über die Politik in der Region, insbesondere zu den Beziehungen Äthiopiens zu Eritrea und Somalia. In seiner Funktion als Außenminister setzte er sich als Partner der USA auch für die Bekämpfung des Terrorismus am Horn von Afrika ein und verteidigte später zugleich den Einmarsch äthiopischer Truppen in Somalia am 24. Dezember 2006 als Erfolg.
Er wurde im Januar 2021 im Zuge des Tigray-Konflikts von der äthiopischen Armee getötet.